# Savuti Channel
Savuti Channel är ett vattendrag i Botswana. Det ligger i den norra delen av landet, 700 km norr om huvudstaden Gaborone.
Omgivningarna runt Savuti Channel är huvudsakligen savann. Trakten runt Savuti Channel är nära nog obefolkad, med mindre än två invånare per kvadratkilometer.